# Montecopiolo
Montecopiolo – miejscowość i gmina we Włoszech, w regionie Emilia-Romania, w prowincji Rimini.
Według danych na rok 2004 gminę zamieszkiwały 1264 osoby, 36,1 os./km².
Z 24 na 25 czerwca 2007 r., Montecopiolo, wraz z pobliską gminą Sassofeltrio, głosowało w referendum powodującym ich odłączenie od rodzimej prowincji Pesaro i  Urbino w regionie Marche oraz przyłączenie ich do prowincji Rimini w regionie Emilia-Romania. Ostatecznie nastąpiło to 14 lat później, w dniu 17 czerwca 2021 r.

## Miasta partnerskie
- Mont-Saint-Martin